# Beech Creek
Beech Creek is een plaats (borough) in de Amerikaanse staat Pennsylvania, en valt bestuurlijk gezien onder Clinton County.

## Demografie
Bij de volkstelling in 2000 werd het aantal inwoners vastgesteld op 717.
In 2006 is het aantal inwoners door het United States Census Bureau geschat op 700, een daling van 17 (-2,4%).

## Geografie
Volgens het United States Census Bureau beslaat de plaats een oppervlakte van
1,4 km², geheel bestaande uit land. Beech Creek ligt op ongeveer 248 m boven zeeniveau.

## Plaatsen in de nabije omgeving
De onderstaande figuur toont nabijgelegen plaatsen in een straal van 12 km rond Beech Creek.